# (12335) Tatsukushi
(12335) Tatsukushi est un astéroïde de la ceinture principale.

## Description
(12335) Tatsukushi est un astéroïde de la ceinture principale. Il fut découvert le 21 novembre 1992 à Geisei par Tsutomu Seki. Il présente une orbite caractérisée par un demi-grand axe de 2,31 UA, une excentricité de 0,07 et une inclinaison de 5,7° par rapport à l'écliptique.